# Tuatha Na Gael
Tuatha Na Gael — дебютный студийный альбом ирландской фолк-метал-группы Cruachan, издан в 1995 году компанией Nazgul's Eyrie Productions. Отличается не очень хорошим качеством записи.

## Список композиций
1. I Am Tuan — 02:23
2. The First Battle of Moytura — 07:45
3. Maeves' March — 03:32
4. Fall of Gondolin — 08:04
5. Cúchulainn — 07:05
6. Táin Bó Cuailgne — 08:45
7. To Invoke the Horned God — 06:13
8. Brian Boru — 04:40
9. To Moytura We Return — 08:24

### Переиздание 2001 года
1. Return — 06:33
2. Erinsong — 04:54
3. Ó Ró Sé Do Bheata Bhaile — 03:44

## Участники записи
- Keith O’Fathaigh — электрогитара, мандолина, бойран, вокал
- Leon Bias — акустическая гитара, мандолина, бузуки
- John Clohessy — бас-гитара
- Collete O’Fathaigh — клавишные
- John O’Fathaigh — ирландская флейта, свистулька, деревянная флейта, вистл
- Jay O’Niell — ударные и перкуссия